# Powiat Kikuchi
Powiat Kikuchi (jap. 菊池郡 Kikuchi-gun) – powiat w Japonii, w prefekturze Kumamoto. W 2024 roku liczył 80 178 mieszkańców.

## Miejscowości
- Kikuyō
- Ōzu